# Boeing Yellowstone Project

Місткість існуючих і перспективних пасажирських літаків Boeing

Yellowstone — проєкт компанії Boeing по заміні всього модельного ряду цивільних літаків на високотехнологічні моделі. Нові технології будуть включати (або включають) використання композиційних матеріалів у конструкції планера, більш широке використання електричних систем замість гідравлічних і економічніших турбореактивних двигунів, таких як Pratt & Whitney PW1000G, General Electric GEnx, CFM International LEAP56 і Rolls-Royce Trent 1000. Загальна назва «Yellowstone» відноситься до технологічного пакету, окремі проєкти позначаються індексами «Y1», «Y2» і «Y3».
Першим втіленим проєктом із серії Yellowstone став Y2, який пішов у серію під назвою Boeing 787.

## Проєкти Yellowstone
Yellowstone розділений на три проєкти:
- Boeing Y1 замінить лінійку моделей Boeing 737[2]. Проєкт Y1 буде мати місткість від 100 до 200 пасажирів і стане другим проєктом Yellowstone. У листопаді 2009 року Boeing подав патентну заявку (опублікована в серпні 2010 року), що зображає еліптичний композитний фюзеляж.[3][4]. На початку 2011 року Boeing оприлюднив плани по заміні моделі 737, яку планується запустити в серію в 2020 році.[5][6]. Однак рішення запустити в серію заміну моделі 737 було відкладено після оголошення про початок робіт по проєкту 737 MAX, оновленої моделі 737 з новими двигунами.[7][8].

- Boeing Y2 (сучасний Boeing 787 Dreamliner) замінив модель Boeing 767. Він також може замінити модель 777-200.[9]. Код Y2 спочатку позначав високоекономічний і більш звичний щодо компонування літаків порівняно з Boeing Sonic Cruiser, який мав шифр «Glacier».[10]. В даний час проєкт завершений і випускається під найменуванням Boeing 787 Dreamliner. Він конкурує з Airbus A330, Airbus A340, а також з нещодавно введеним в експлуатацію Airbus A350.

- Boeing Y3 має замінити моделі 777-300 і 747. Y3 повинен зайняти нішу пасажиромісткості на 300-600+ пасажирів і ймовірно стане третім проєктом Yellowstone. Він покликаний конкурувати з Airbus A380, а також зі старшою модифікацією Airbus A350, A350-1000, яка повинна вийти на ринок в 2017 році. У червні 2010 року повідомлялося, що авіакомпанія Emirates, що є найбільшим експлуатантом моделі 777, веде переговори з Boeing про плани заміни Boeing 777.[11]